# Heinrich Rothmund
Heinrich Rothmund (* 6. Juli 1888 in Uster; † 8. April 1961 in Bern) war zwischen 1919 und 1955 Chef der Eidgenössischen Fremdenpolizei.

## Leben und Tätigkeiten
Rothmund studierte Jura in Zürich, Bern und Leipzig und promovierte 1916 an der Universität Zürich. Im selben Jahr trat er in die Kriegsmaterialverwaltung der Bundesverwaltung ein. Von 1919 bis 1929 war er Chef der Eidgenössischen Zentralstelle für Fremdenpolizei, von 1929 bis 1954 Chef der neuen Polizeiabteilung des Eidgenössischen Justiz- und Polizeidepartements (EJPD), der 1933 die Fremdenpolizei eingegliedert wurde. Rothmund war von 1929 bis 1931 massgebend an der Ausarbeitung des Gesetzes über Aufenthalt und Niederlassung (ANAG) beteiligt. An der vom 6. Juli bis 15. Juli 1938 stattfindenden Konferenz von Évian war er Vertreter der Schweiz.
Im Zweiten Weltkrieg war er aufgrund seiner Funktion als Chef der Fremdenpolizei einer der Hauptverantwortlichen für die Umsetzung der Flüchtlingspolitik des Bundesrates.
Von 1945 bis 1947 wurde Rothmund vom Bundesrat als Schweizer Vertreter in das Zwischenstaatliche Komitee für Flüchtlinge (IGCR) in Genf berufen. Er war zudem Delegierter ad interim in der vorbereitenden Kommission der International Refugee Organization (IRO).

### Flüchtlingspolitik vor und während des Zweiten Weltkriegs
Nach der Machtergreifung Hitlers am 30. Januar 1933 trafen sofort die ersten Flüchtlinge, vornehmlich Menschen jüdischen Glaubens bzw. jüdischer Abstammung sowie Angehörige der politischen Opposition, in der Schweiz ein. Um der »Überfremdungsgefahr« zu begegnen, erliess das EJPD unter Bundesrat Häberlin am 31. März 1933 eine Weisung betreffend die »Einreise von Israeliten«. Rothmund präzisierte ein paar Tage darauf die ergangenen Weisungen: Juden könne nur vorübergehende Zuflucht gewährt werden, und Kommunisten seien, wenn sie nicht unter direkter Drohung ständen, zurückzuweisen.
Nach dem Anschluss Österreichs (März 1938) flohen oder reisten viele Juden von dort in die Schweiz; ab Mai 1938 gab es auch Abschiebungen von Juden in die Schweiz.
Nach dem Scheitern der Konferenz von Évian (Juli 1938), wo sich die Schweiz als Transitland für Flüchtlinge anerboten hatte, aber kein europäisches Land bereit war, Flüchtlinge aufzunehmen, entschied der Bundesrat, dass die Schweiz den Zustrom von Flüchtlingen kontrollieren muss.
Die erste Verschärfung der Flüchtlingspolitik erfolgte mit dem Bundesratsbeschluss (BRB) vom 17. Oktober 1939. Um die Zuwanderung besser steuern zu können und weil der Bundesrat die Grenzen nicht schliessen wollte und konnte, wurde mit dem BRB eine Unterscheidung zwischen anerkannten «politischen Flüchtlingen» und «Emigranten», die die Schweiz wieder verlassen mussten, gemacht, die im Ermessen der Fremdenpolizei lag. Ein Visum durfte nur noch ausgestellt werden, wenn Gewähr bestand, dass der Ausländer die Schweiz wieder verlassen würde. Nach der Generalmobilmachung im Mai 1940 mussten die Visa vorher von der Fremdenpolizei bewilligt werden. Diese Praxis wurde wegen politischer Proteste und mit Rücksicht auf den Fremdenverkehr wieder gelockert. Im März 1940 beschloss der Bundesrat, das Verbot der Erwerbstätigkeit für männliche Emigranten aufzuheben und für sie Arbeitslager unter der Leitung der Polizeiabteilung zu errichten.
Nach der Wannseekonferenz im Januar 1942 (geheimer Beschluss, die gesamte jüdische Bevölkerung Europas nach Osteuropa zu deportieren und sie dort in Vernichtungslagern zu ermorden; siehe Holocaust) versuchten im Sommer 1942 mehr jüdische Flüchtlinge, in die Schweiz einzureisen. Nach Besuchen an der Schweizer Grenze im Jura erliess Rothmund am 13. August 1942 im Anschluss an den Bundesratsbericht vom 4. August (mit Bezug auf den BRB vom 17. Oktober 1939) eine Grenzsperre für «nichtpolitische» Flüchtlinge, die vom abwesenden Bundesrat Eduard von Steiger nachträglich gebilligt wurde. Rothmund befürchtete, dass die Schweiz als «Insel in Europa» nicht imstande wäre, hunderttausende auf der Flucht befindliche Juden aufzunehmen, und äusserte, man solle sich auf die Sicherheit der bereits aufgenommenen Flüchtlinge konzentrieren. Er hatte die über 400'000 Spanienflüchtlinge vor Augen, die nach ihrer Flucht 1939 im Camp de Gurs und weiteren französischen Internierungslagern festgehalten wurden, in denen katastrophale Zustände herrschten.
Die massive Reaktion der öffentlichen Meinung auf die verschärfte Rückweisungspraxis veranlasste Bundesrat von Steiger, am 23. August eine Lockerung der Zurückweisungen vorzunehmen. Insgesamt wurden mindestens 20'000 Menschen während des Krieges an der Grenze abgewiesen oder an die Nazis ausgeliefert, obwohl sie akut von Ermordung bedroht waren. Die rechtliche Unterscheidung zwischen Militär- und Zivilflüchtlingen barg Ermessensspielraum, so vor allem bei den aus Süddeutschland geflohenen Zwangsarbeitern, unter denen sich gefangene Soldaten und Zivilpersonen befanden. Vor allem geflüchtete polnische und sowjetische Zwangsarbeiter wurden bis 1944 regelmässig nach Deutschland zurück überstellt, bei ganz ähnlicher Gefährdungslage wie bei jüdischen Flüchtlingen.
Die Unabhängige Expertenkommission Schweiz – Zweiter Weltkrieg (UEK) wurde am 19. Dezember 1996 vom Schweizer Bundesrat eingesetzt und kam – in ihrem Schlussbericht 2002 – zu dem Ergebnis, dass die damalige schweizerische Flüchtlingsgesetzgebung mit den Prinzipien eines Rechtsstaates nicht vereinbar war.

## Historische Beurteilung
Die Tätigkeit der Fremdenpolizei wurde vor allem im Zusammenhang mit der restriktiven Flüchtlingspolitik des Bundesrates während des Zweiten Weltkriegs und auch danach teils heftig kritisiert.
Als Rothmund feststellte, dass die Kritik an der restriktiven Flüchtlingspolitik bei den Kinderzügen in die Schweiz zuerst die Hilfswerke des Roten Kreuzes in Mitleidenschaft zog, riet er der Leitung der Kinderhilfe, alle Kritik auf die Fremdenpolizei abzuladen, weil das Rote Kreuz damit nicht belastet werden dürfe.
Wegen verschiedener ihm zugeschriebener Äusserungen, wie beispielsweise er habe schon 1919 vor einer «Verjudung» der Schweiz gewarnt oder er sei der Ansicht gewesen, dass die Aufnahme jüdischer Flüchtlinge bei der Bevölkerung Antisemitismus hervorrufen könne und dass der Umgang mit Juden an sich der Grund für die Verbreitung des Antisemitismus sei, wurde Rothmund von Historikern Antisemitismus vorgeworfen.
Laut Stefan Keller soll Rothmund betont haben, «seit zwanzig Jahren mit den Mitteln der Fremdenpolizei gegen die Zunahme der Überfremdung» gekämpft zu haben, und gedroht haben, wenn das Eidgenössische Justiz- und Polizeidepartement (EJPD) «mit den fremden Emigranten fertig» sei, würden als nächstes «die schweizerischen Juden drankommen».
Mitte der 1950er-Jahre verfasste Carl Ludwig (1889–1967) im Auftrag des Bundesrats (nachdem Medien Anschuldigungen gegen Rothmund publiziert hatten, die damals mehrere parlamentarische Vorstösse ausgelöst hatten) einen offiziellen Untersuchungsbericht zur Flüchtlingspolitik der Schweiz (während und nach dem Zweiten Weltkrieg). 1997 erschien eine Neuauflage dieses «Berichts Ludwig». Die Anschuldigungen basierten (wie sich dann herausstellte) auf einer Verwechslung und waren falsch.
Rothmund besuchte vom 12. Oktober bis 6. November 1942 Berlin (u. a. am 21. Oktober das KZ Sachsenhausen) und schrieb darüber Ende Januar 1943 einen vertraulichen Bericht an den Bundesrat.

### Judenstempel (Stempel «J»)
Die Erfindung des Judenstempels wurde aufgrund eines Artikels im Beobachter vom 31. März 1954 jahrzehntelang fälschlicherweise Rothmund angelastet. Neuere Forschungen zeigen, dass der J-Stempel zwar aufgrund eines Abkommens zwischen der Schweiz und Deutschland eingeführt worden war, dass dieser aber auf einen Vorschlag deutscher Behörden zurückging, welche damit die Einführung der vom Schweizer Bundesrat verlangten Visumspflicht für sämtliche deutschen Staatsangehörigen verhindern wollten.
Der Beobachter relativierte 1998 seinen Vorwurf an Rothmund: dieser hatte sich 1938 gegen die Einführung des Judenstempels gestellt und setzte sich beim Bundesrat erfolglos für eine allgemeine Visumspflicht für Deutsche ein, wie sie für Österreicher bereits bestand.

## Schriften
- Heinrich Rothmund: Die Schweiz durch die Brille der Fremdenpolizei. Vortrag. In: Mitteilungen der Neuen Helvetischen Gesellschaft 1937, Heft 1 (Jan./Febr.).